# Zoran Tegeltija
Zoran Tegeltija (in serbo: Зоран Тегелтија; Mrkonjić Grad, 29 settembre 1961) è un politico bosniaco di etnia serba, Presidente del Consiglio dei ministri della Bosnia ed Erzegovina dal 23 dicembre 2019 al 25 gennaio 2023.

## Biografia
Tegeltija è nato il 29 settembre 1961 a Mrkonjić Grad, nell'allora Repubblica Socialista di Bosnia ed Erzegovina. Nella città natale frequentò le scuole primarie e le superiori. Nel 1986 si è diplomato alla facoltà di economia dell'Università di Sarajevo. Nel 2004 ha ottenuto la laurea magistrale e nel 2007 il dottorato presso l'Università Alfa - Braća Karić di Belgrado. È sposato e ha due figli.
Ha lavorato come impiegato presso una raffineria di petrolio, e poi nell'amministrazione fiscale e nell'amministrazione doganale della Repubblica Srpska.
Tra il 2000 e il 2002 è stato membro dell'Assemblea nazionale della Repubblica Serba di Bosnia ed Erzegovina per l'Alleanza dei Socialdemocratici Indipendenti e in seguito presidente della Commissione statale per l'attraversamento del confine della Bosnia ed Erzegovina.
È stato eletto sindaco di Mrkonjić Grad nel 2004 e nel 2008. Nelle elezioni generali in Bosnia ed Erzegovina del 2006 era il capo della lista elettorale del suo partito.
È stato eletto Ministro delle finanze della Repubblica Srpska il 29 dicembre 2010 nel governo di Aleksandar Džombić, e in seguito è stato confermato nel medesimo incarico in entrambi i gabinetti di Željka Cvijanović.
A seguito della nomina a Presidente del Consiglio dei ministri della Bosnia ed Erzegovina da parte della Presidenza il 19 novembre 2019, dopo uno stallo di oltre un anno dalle elezioni generali del 2018, il 5 dicembre 2019 è stato confermato dalla Camera dei rappresentanti con 28 voti favorevoli e otto contrari. Ha assunto la carica il 23 dicembre 2019, quando il suo governo ha ottenuto la fiducia dal Parlamento.
Il 25 gennaio 2023, dopo la fine del suo mandato come presidente del Consiglio dei ministri, ha assunto l'incarico di Ministro delle Finanze e del Tesoro e vicepresidente del Consiglio in seno al governo guidato da Borjana Krišto. Il 18 maggio successivo è stato nominato direttore dell'Autorità per le imposte indirette della Bosnia ed Erzegovina; si è dimesso dall'incarico di ministro il 15 giugno 2023 a seguito della conferma ufficiale della nomina.